# Chêne de Garry
Quercus garryana
Pour les articles homonymes, voir Garry.
Espèce
Classification phylogénétique
Le chêne de Garry (Quercus garryana) est un arbre de la famille des Fagacées originaire de l'ouest de l'Amérique du Nord.

## Étymologie

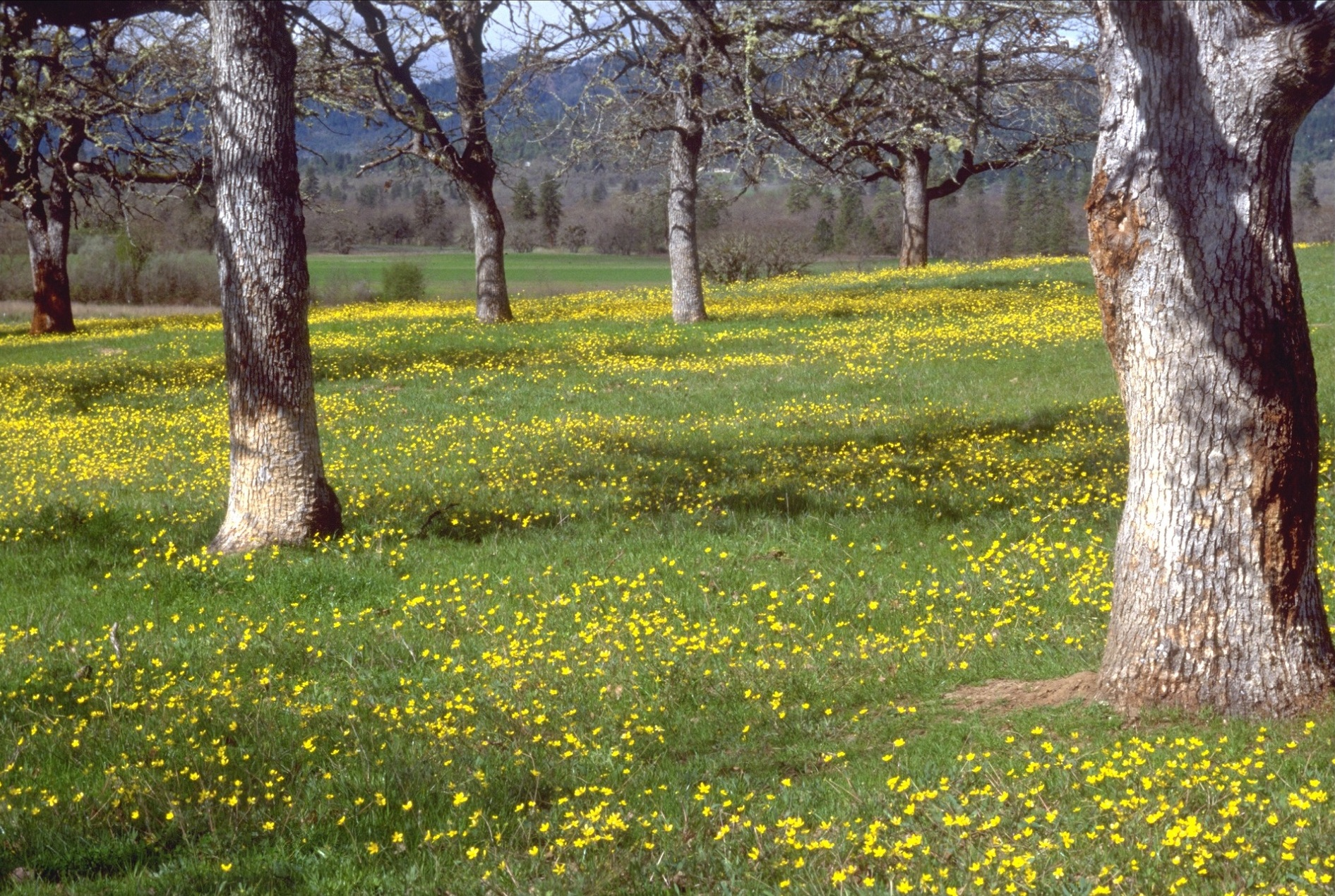
Troncs.

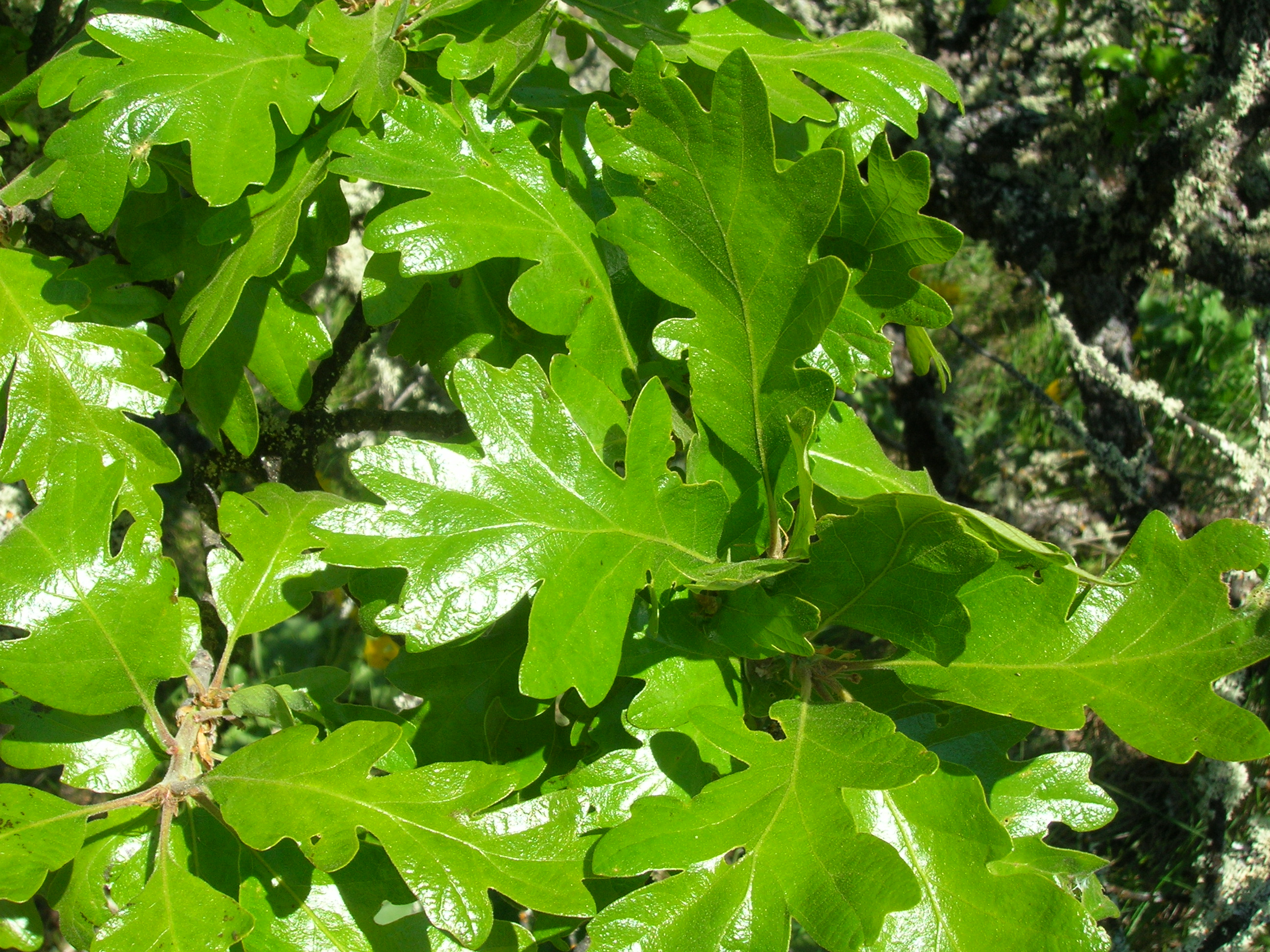
Feuilles.

L'arbre tire son nom de Nicholas Garry, le député-gouverneur de la Compagnie de la Baie d'Hudson de 1822 à 1835.

## Habitat
L'arbre est présent à l'Ouest de l'Amérique du Nord entre la Californie et le Sud-Ouest de la Colombie-Britannique comme sur l'île de Vancouver. Il est ainsi présent en Oregon. Au Nord de sa zone d'extension, il est présent jusqu'environ 200 mètres d'altitude tandis qu'au Sud de la Californie, il est présent jusque 1 800 mètres.

## Description
L'arbre est caduc et résistant à la sécheresse. Il peut atteindre une taille de 20 à 30 mètres mais il existe des sous-espèces arbustives qui ne dépassant pas les 5 mètres. Les feuilles mesurent 5 à 15 cm de long pour 2 à 8 cm de large. Le bord de la feuille est muni de 6 et 14 lobes. Le gland fait 2 à 3 cm de long (rarement 4) pour une largeur inférieure à 2 cm.
Il s'agit de la seule plante hôte appréciée des chenilles de Bucculatrix zophopasta.

### Sous-espèces
Il existe trois sous-espèces:
- Quercus garryana var. garryana – arbre de 20 à 30 m - Chaîne des Cascades et montagnes côtières de Californie.
- Quercus garryana var. breweri – arbuste de 5 m, feuilles veloutées en dessous - Montagnes Siskiyou.
- Quercus garryana var. semota – arbuste de 5 m, feuilles non veloutées - Sierra Nevada.

## Histoire et utilisation
Bien qu'ayant un joli aspect, le bois de l'arbre n'a pas la qualité nécessaire pour être exploité dans l'industrie du bois. De nombreuses zones recouvertes par l'arbre ont ainsi été défrichées. Néanmoins, l'arbre dispose d'un intérêt écologique qui fait qu'il est aujourd'hui protégé dans diverses régions. Des essais ont toutefois été faits pour utiliser le bois dans la fabrication de fûts de maturation du vin.